# Niabor
Das Parang-Niabor (auch Niabor, Beadah, Naibor Nyabor, Nyabur, Parang Njabur Laki-Laki) ist ein Schwert aus Borneo. 

## Beschreibung
Das Parang-Niabor hat eine leicht gebogene, zweischneidige, schwere Klinge. Die Klinge wird vom Heft zum Ort breiter. Der Ort ist abgerundet oder je nach Version schräg abgeschnitten. Die Klinge hat meist einen oder mehrere, unterbrochene Hohlschliffe und keinen Mittelgrat. Sie sind meist nicht verziert. An manchen Versionen ist an der Klinge ein nasenförmiger Vorsprung ausgeschmiedet, der auf der Schneide, in der Nähe des Hefts sitzt. Dieser Vorsprung dient als eine Art Parier und wird „Kundieng“ genannt. Er ist typisch für diese Schwerter. Unterhalb dieser „Nase“ ist die Klinge rechteckig. Diese Stelle wird „Sangau“ genannt. Das Klingenstück zwischen der Nase und dem Heft heißt „Tamporian“. Die Schneide ist konvex, der Rücken konkav geformt. Das Heft hat meist kein Parier und besteht aus dem Horn des Sambur-Hirsch wie bei dem Mandau. Der Knauf ist nach traditioneller Art geschnitzt und ist niemals mit Tierhaaren verziert. Seine Schnitzereien sind folgendermaßen benannt:
- a) cantok resam = Die Triebe der Gleichenia dichtoma.
- b) telingei = Skorpion.
- c) entadoc kaul = engl.,interlocking caterpillars)

Modernere Ausführungen haben oft einen Handschutzbügel. Das Parang-Nabur wird von den Dayak auf Borneo benutzt und ist eine Version des Parang.